# Ed Benedict
Ed Benedict (23 d'agost de 1912 - 28 d'agost de 2006) va ser un animador i dissenyador estatunidenc. És conegut sobretot pel seu treball amb Hanna-Barbera Productions, on va ajudar a dissenyar Els Picapedra, l'Ós Yogi i Reddy de Ruff and Reddy.
Va començar la seva carrera d'animació el 1930 als estudis Walt Disney. Va marxar el 1933 per treballar a Universal Studios com a animador dels curts Oswald the Lucky Rabbit (creat per Walt Disney Studios per a Universal) de Walter Lantz. Benet va tornar breument a Disney a la dècada de 1940, rebent el seu únic crèdit de Disney a la pel·lícula d'animació Make Mine Music. Després va passar diversos anys creant animacions per a anuncis de televisió.
El 1952, Tex Avery va contactar amb Benedict, que havia treballat amb ell a Universal. Avery va convidar Benedict a treballar a la unitat d'animació d'Avery a MGM. Benedict va fer tasques d'animació principal i maquetació per Avery, i més tard per Michael Lah després de la sortida d'Avery de l'estudi. La seva obra es pot veure a Dixieland Droopy, The First Bad Man i Deputy Droopy.
A finals dels anys cinquanta, Benedict va ser reclutat pels antics animadors de MGM William Hanna i Joseph Barbera per proporcionar dissenys de personatges per a la seva nova sèrie de televisió animada, The Ruff & Reddy Show. Finalment es va convertir en el principal dissenyador de personatges de Hanna-Barbera, dissenyant l'Ós Yogi, Huckleberry Hound, Quick Draw McGraw, els diversos personatges d'Els Picapedra i molts altres.
Benedict va deixar Hanna-Barbera a finals dels anys seixanta, però va continuar fent feina independent fins a la seva jubilació a principis dels setanta. Malgrat això, va ser un dels assessors de la sèrie original de Cartoon Network, Johnny Bravo. És citat com a principal inspiració per l'animador John Kricfalusi, entre d'altres.
Benedict va morir dormint a casa seva a Auburn, Califòrnia, el 28 d'agost de 2006.

## Premis
- Premi Windsor McCay, 1994